# تيم غافين
تيم غافين (بالإنجليزية: Tim Gavin)‏ هو لاعب اتحاد الرغبي أسترالي، ولد في 20 نوفمبر 1963 في سيدني في أستراليا.

## وصلات خارجية
- تيم غافين عل موقع إسبنسكروم (الإنجليزية)
- تيم غافين على موقع ItsRugby.co.uk (الإنجليزية)